# Robert C. Merton
Robert C. Merton (Nova York, EUA 1944) és un economista i professor universitari estatunidenc guardonat amb el Premi del Banc de Suècia de Ciències Econòmiques l'any 1997.

## Biografia
Va néixer el 31 de juliol de 1944 a la ciutat nord-americana de Nova York. Va estudiar enginyeria matemàtica a la Universitat de Colúmbia, on es graduà el 1966. Posteriorment realitzà un postgrau de matemàtiques aplicades a l'Institut Tecnològic de Califòrnia l'any 1967, sota la direcció de Franco Modigliani, i el 1970 realitzà el seu doctorat en economia a l'Institut Tecnològic de Massachusetts sota la direcció de Paul Samuelson. Actualment és professor de la Universitat Harvard.

## Recerca econòmica
Interessat en els derivats financers, al costat de Fisher Black i Myron Scholes va desenvolupar el model Black-Scholes, que va permetre el gran desenvolupament de la utilització d'aquests instruments financers. Merton va ajudar a introduir el càlcul estocàstic en l'economia financera, el que va permetre que el comportament dels preus fos descrit amb el llenguatge precís de la probabilitat. També va aplicar la teoria del control òptim per a trobar les regles amb les quals els agents econòmics troben la distribució òptima en les seves carteres.
L'any 1997 fou guardonat, juntament amb Myron Scholes, amb el Premi del Banc de Suècia de Ciències Econòmiques pels seus estudis econòmics sobre els derivats financers. Fisher Black no pogué ser guardonat donada la seva mort prematura l'any 1995, tot i que fou mencionat pel Comité Nobel en l'atorgament del guardó.